# Farmàcia Homs
La Farmàcia Homs fou una farmàcia històrica de Gironella que va ser fundada a finals del segle xix per Miquel Homs i Quer, natural de Cardona, el qual va contreure matrimoni amb Dolors Teixidor i Bassacs de Berga, filla dels fundadors de la fàbrica tèxtil de cal Bassacs (Gironella). En l'actualitat l'antiga farmàcia Homs és una espai museïtzat que està al costat de la nova farmàcia Bovet Franch que formen part de la mateixa nissaga dels antics farmacèutics Homs.
La farmàcia s'establí a l'artèria principal de la vila de Gironella on a finals del S. XIX, amb l'arribada del ferrocarril, es va expandir el poble i es van anar obrint comerços i serveis.
La nissaga familiar de farmacèutics d'aquest establiment s'allarga fins als nostres dies: Miquel Homs i Quer va passar el relleu als seus fills, Joan Homs i Teixidor (Gironella, 28 de novembre de 1880-Gironella 26 d'agost de 1911) i Marià Homs i Teixidor.